# Hanzeboog
Der Hanzeboog (deutsch Hansebogen) ist eine Eisenbahnbrücke über die IJssel bei Zwolle in der niederländischen Provinz Overijssel an der Grenze zur Provinz Gelderland. Sie überführt sowohl den historischen Centraalspoorweg als  auch die 2012 eröffnete Hanzelijn.

## Geschichte

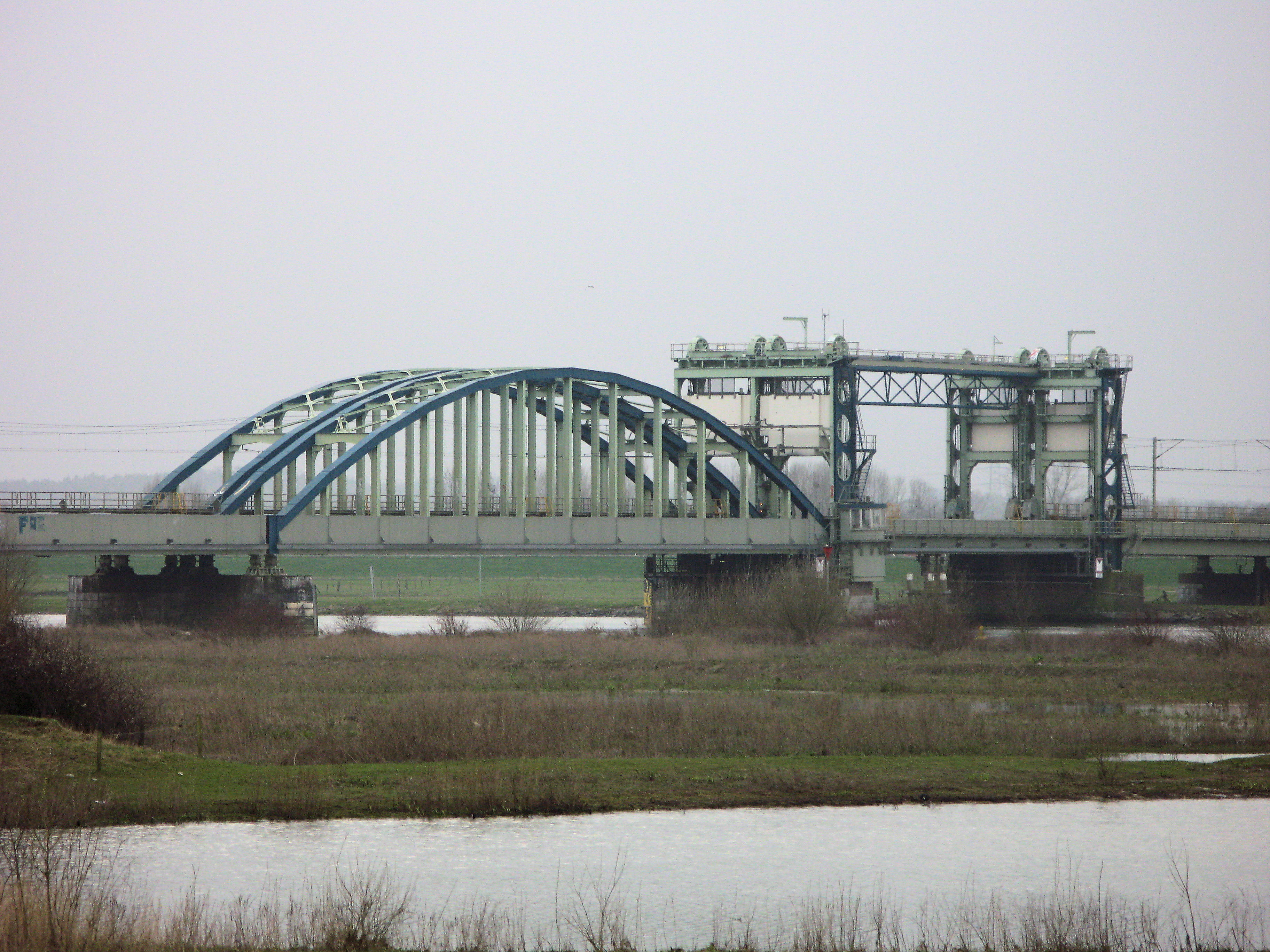
Die alte Eisenbahnbrücke über der IJssel (2007)

Erste Pläne für eine Bahnverbindung zwischen Utrecht und Zwolle entstanden bereits 1859. Im Jahre 1864 stellte die Nederlandse Centraal Spoorweg Maatschappij (NCSM) den Bau einer eingleisigen Eisenbahnbrücke fertig, sodass sie ab dem 21. Mai 1864 für den Zugverkehr gebraucht werden konnte. Sie wurde offiziell am 6. Juni 1864, am Tag der Eröffnung des Streckenabschnittes Hattemerbroek–Zwolle des Centraalspoorweg, in Betrieb genommen. Ab 1920 wurde die Brücke von den Staatsspoorwegen verwaltet, die seit 1938 zu den Nederlandse Spoorwegen gehört. In den 1930er-Jahren wurde eine neue zweigleisige Brücke, aus zwei parallelen Konstruktionen bestehend, auf Pfeilern neben der bestehenden Brücke gebaut, sodass nunmehr Züge die IJssel über zwei Spuren passieren konnten. Die alte Brücke, die indes zu schmal für den steigenden Zugverkehr gewesen war und der Belastung nicht mehr hatte standhalten können, wurde stillgelegt und am 21. Januar 1935 überquerten die ersten Züge die neue Brücke. 1940 sprengte die niederländische Armee die Brücke im Zuge der niederländischen Kapitulation während des Zweiten Weltkrieges, fünft Jahre später wurde das wiederaufgebaute Bauwerk von deutschen Soldaten erneut zertrümmert. Nach dem Ende des Weltkrieges wurde die Brücke aus den Überresten provisorisch wiederhergestellt. Die nördliche Konstruktion konnte bereits im Mai 1946 feierlich in Gebrauch genommen werden, während der südliche Teil erst in den Jahren 1949 und 1950 rekonstruiert werden konnte. Da die Brücke nach 60 Jahren einer regelmäßigen Kontrolle unterzogen werden musste und mit dem Bau der Hanzelijn eine weitere Bahnstrecke über die Brücke verlaufen sollte, wurde ein Neubau notwendig. Am 14. Juni 2011 fand die Einweihung der neuen Brücke mit dem Namen Hanzeboog in Anlehnung an die ehemalige Hansestadt Zwolle statt.